# J.Th. Lundbye
 Der er flere personer med dette navn, se Johan Thomas Lundbye (ingeniør).
Johan Thomas Lundbye (født 1. september 1818 i Kalundborg, død 26. april 1848 i Bedsted) var en dansk kunstmaler og yngre bror til den senere krigsminister C.C. Lundbye.
Lundbye var elev af J.L. Lund og udgjorde sammen med blandt andre P.C. Skovgaard, Lorenz Frølich og Jens Adolf Jerichau en ny generation af malere, der beskæftigede sig med beskedne sjællandske motiver.
Lundbye blev hurtigt klar over, at han ville skildre danske motiver og særligt landskabet. Det gjorde han i malerier og en lang række stregtegninger og realiserede dermed nogle af den indflydelsesrige kunsthistoriker N.L. Høyens tanker om at male det nationale. Næsten halvdelen af motiverne er fra naturskønne egne, der betog Lundbye.
Lundbyes motivvalg viser, at han var stærkt nationalt engageret. Dette engagement førte også indirekte til Lundbyes tidlige død. Han meldte sig som frivillig til Treårskrigen 1848-1850, hvor han blev dræbt ved en ejendommelig vådeskudsulykke, inden han nåede at komme i kamp.

## Dyreven
Han var sygelig i barndommen, og denne disposition, som dog havde fortaget sig, da han som 29-årig døde i vådeskudsulykke, har vistnok været medvirkende til den retning, hans udvikling tog. Da han viste en så uimodståelig lyst til tegning, kom han i sit 14. år på J.L. Lunds tegneskole og på Kunstakademiet, hvor han i december 1835 blev elev af Modelskolen; derefter søgte han at uddanne sig på egen hånd. 
Han må som medfødt gave have haft en overordentlig lethed i at tegne.  Han synes modstræbende at tilegne sig oliemaleriets teknik, og han lader hele sit liv igennem med forkærlighed sit sprudlende åndslivs umiddelbare fostre fremstå på papiret som en leg med blyant, pen eller de klare, lette vandfarver, mens han, så at sige stadig, vandrer på udviklingens trange vej i behandlingen af oliemaleriet, hvor tiltalende endog de tilbagelagte stadier tager sig ud for beskueren. 
Fra sine første forsøg, hvori gengivelsen af heste og soldater var ligesom en arv fra det militære hjem, vendte han sig hurtig til dyrene, der snart blev "hans bedste Venner". I 1835 begyndte han at udstille. 
I 1839 konkurrerede han til den neuhausenske præmie med Parti af Dyrehaven med Hjorte og Hinde, hvori hans behandling af landskabet ikke stod fuldt på højde med hans iagttagelse af dyrenes liv. Billedet fik heller ikke præmien, men blev købt af Kunstforeningen i København. Måske bevidstheden om, hvad han savnede, har ført ham til i de følgende år med så stor ihærdighed at kaste sig over landskabsstudier.

## Landskab og dyr
Lundbye havde stadig en ikke ringe kamp at bestå med en teknik, som han ikke ret elskede, men som han følte, han måtte tilegne sig, hvad det end skulle koste, og det mente hans venner også. Men hans natur værnede om hans talent. Når han ville male, gik han ikke med kammeraterne til de tætte, grønne skove, de bugnende kornmarker, men han søgte ud til landets åbne vidder med sandede bakker og øde brinker, med blege farver over de spredte, vindomsuste træer og med stor luft, hvori mægtige skyer på deres svaneflugt kastede vekslende skygger over landet. Der fandt han i linjernes spil den ynde, som genspejlede sig i hans sjæl og gik over på billedfladen. 
Hans nærsynethed, som både han selv og andre så en hindring, der måtte virke hæmmende på hans udvikling, gjorde ham netop til banebryder for en fri malerisk behandling, der gav oliemaleriets tunge farver lethed og luftighed. For hans øje samlede enkelthederne sig i masser, der gav hans syn på landskabet en storladenhed og en sandhed, som hans samtidige ikke rigtig kunne være med til straks; de så enkelthederne for godt. Selv når hans ven og studiefælle P.C. Skovgaard, der ellers i den tekniske udførelse kunne være ham en støt og pålidelig rådgiver, malede et billede fra de samme egne, blev motiv valget anderledes. 
Skovgaard malede Vognserup Allé med de mægtige træer i deres frodigste sommerpragt, Lundbye malede engen eller græsmarken med de lave bakker, der blidt fortonede sig i det fjerne. Et stort landskabsmaleri, Kystparti ved Isefjord, som nu stråler i genfødt herlighed på en endevæg i en af Kunstmuseets nye sale, var udstillet 1843 og blev købt til Den Kongelige Malerisamling. Men efterhånden fandt dyrene atter plads i en jordbund, som ved ihærdige studier, så at sige på ny, var blevet beredt for dem. 
Allerede 1841 konkurrerede han igen, men forgæves, om den neuhausenske præmie med En Malkescene, der imidlertid blev købt til den kongelige samling, og i 1844 vandt samlingen et billede, hvori dyremaleren trådte helt og fuldbåren frem, Det indre af en Kostald, med sin fine lysvirkning, sine livfuldt gengivne dyr og sin naive, i al umiddelbarhed fra dyrenes egen verden hentede, fordringsløse lille handling. Og i endnu højere grad trådte dyrenes liv og færd skønt og karakteristisk frem i hans tegninger, undertiden gengivne af andre (Kaalunds Fabler for børn, 1845), undertiden i træsnit eller radering mere umiddelbart fra hans egen hånd.

## Udlængsel og livet på landet
Lundbye havde en stedse voksende lyst til at komme udenlands, det var ligesom en trang til at måle sin kærlighed til hjemmet på en anden og større arena. Han fik Akademiets mindre rejsestipendium i 1845, og det fornyedes det følgende år. I juni 1845 forlod han Danmark og rejste over Rhinen og Schweiz til Italien. 
Klimaet og det uvante sprog trykkede ham en del, men den rige skønhedsfylde i land og folk gik hurtig op for hans blik, og med den vidunderlige hukommelse, der gjorde ham Erindringens Kunst så let, myldrede tegninger af, hvad han så eller havde set, frem under hans hånd, på samme tid som de livlige breve til hjemmet vidnede om den lethed og glæde, hvormed han opfattede alt; men dog betoner han jævnlig, at han længes efter Danmarks i sammenligning med Italien så beskedne natur, og at alt, hvad han ser og lærer, kun for ham er forarbejder til at gengive den danske natur med større sikkerhed og større kunstnerisk herredømme. Det varede noget, inden han gav sig ro til at male, men det billede fra Rom, Oxer i den romerske Kampagne (udstilling 1846), som blev Den Kongelige Malerisamlings ejendom, vidnede godt nok om, hvor flittigt og alvorligt han arbejdede. 
Kampagnens vide udsigter med slettelandets bølgeformet overflade, kranset af skønne bjerge, fængslede hans blik med det samme trylleri, der har bragt så mange nordboer til at føle sig hjemme i Rom  og omegn med en egen potenseret kraft. Lundbye kom hjem efter omkring halvandet års rejse, modnet og udviklet, nu en mandig skikkelse, der syntes at have rystet al sygelighed af sig og stod rustet til at gå en stor og lykkelig fremtid i møde. Det var som dyrmaler og landskabsmaler, han vel nærmest tænkte sig denne fremtid, men mange træk tydede på, at menneskelivet også ville være blevet genstand for hans fremstilling. "Naar vi gjennemgaa Rækken af hans Tegninger", siger hans faderlige ven Høyen, der med tragisk vemod udkastede de første grundlæggende træk af hans levned kort efter hans død, "se vi, med hvilken lethed han vidste at opfatte portrætter ..., hvor nydeligt han kunne dvæle ved børneskikkelser og hensætte dem således, at hele deres ejendommelige Liv trådte frem." Men disse forhåbninger skulle ikke opfyldes. 
I den korte tid, han havde tilbage, arbejdede han med sin vante rastløshed, ideerne sprudlede lige friske midt under en samtales lette gang eller i ensomhedens stilhed, og i de gamle, hjemlige egne i Kalundborgs nærhed udkastede og fuldførte han flere billeder, blandt hvilke Malkepladsen ved Vognserup, malet i vinteren 1846-47, hænger i Den Kongelige Malerisamling som et af de sidste vidner om, hvad han var og kunne være blevet som kunstner. 
Den næste vinter overraskede han sine venner ved at ville leve på landet på en årstid, da kunstfællerne ellers samledes i hovedstaden; han tog til en lille gård i nærheden af Helsingør og synes at have haft meget udbytte af sit vinterlige friluftsliv; men da foråret 1848 bragte krig, gik han, som en stor del af den yngre kunstnerkreds, frivillig med og kom som soldat i 3. linjebataljon til Flensborg. Otte dage efter faldt han, 26. april, ved Bedsted som offer for et vådeskud. Han selv og hans venner har flere gange tegnet og malet hans portræt, bl.a. Skovgaard om bord på dampskibet Iris på vejen til Flensborg. En samling af hans breve er bevaret i Det Kongelige Bibliotek, og en mængde af hans tegninger og vandfarvebilleder er i flere hold afgivet til Kobberstiksamlingen.

## Billeder
| - Familie og mindesmærker - Lundbyes mor, oberstinde Cathrine Lundbye, født Bonnevie, 1836 - Lundbyes far, Joachim Theodor Lundbye, 1836 - Lundbyes bror, krigsminister Carl Lundbye, 1840 - Mindesmærke ved Garnisons Kirke - Detalje - Mindelund i Bedsted |

| - Andre værker af Johan Thomas Lundbye - Kalundborg kirke, 1837 - Sjællandsk landskab; udsyn fra Bjerresø mod Vejrhøj og Dragsholm Slot, 1840 - Åben egn i det nordlige Sjælland, 1842 - Gåsetårnet i Vordingborg, 1842 - Landskab fra Vejby i Gribskov Kommune, 1843 - Et boelsted ved Lodskov nær Vognserup, 1847 |